# Horváth Rozi
Horváth Rozi (született Drozgyik Ilona, Tolmács, 1939. – 2025. március 18. vagy előtte) magyar gasztronómiai szakíró. Az általa írt szakácskönyv (Horváth Rozi szakácskönyve) rendkívül népszerű lett, a 20. század második felében a magyar háztartások nagy részében megtalálható volt.

## Pályafutása
Fiatal korában divattervezőnek készült, majd dolgozott porcelánfestőként, műszaki rajzolóként is. 
Férje, Horváth Lajos (akitől a később írói neveként használt becenevét kapta) munkája miatt Algériába költöztek. Itt találkozott a különleges fűszerek világával, amelyek nagy hatással voltak rá. Egy francia szakácskönyv segítségével kezdett el kísérletezni a konyhában, így fedezte fel a főzés örömét. Algériából 1974-ben tértek vissza Magyarországra.
Horváth Rozi könyvekkel, tévéműsorokkal és videókazettákkal is népszerűsítette a gasztronómiát. 2002-ben vonult nyugdíjba, de folytatta a kísérletezgetést és az írást, továbbra is aktívan részt vett a gasztronómiai életben. 
2003-ban a Magyar Hírlap által készített, az 50 legsikeresebb nő listájában is helyet kapott.

## Főbb művei
- Horváth Rozi szakácskönyve; ételfotók Patyi Árpád, Korpádi Péter; Sara Lee Hungary Kávé és Tea Kft., Budapest, 1999
- Horváth Rozi szakácskönyve; ételfotók Patyi Árpád, Korpádi Péter; bőv. kiad.; Nordeco, Budapest, 2005
- Ünnepi ételek; fotó Patyi Árpád, Patyi Gábor; Kotányi Hungária Kft., Budapest, 2011 (Ötven recept sorozat)
- Befőzés; Kotányi Hungária Kft., Budapest, 2012 (Ötven recept sorozat)
- Könnyű, nyári ételek; Kotányi Hungária Kft., Budapest, 2012 (Ötven recept sorozat)